# 荷西·薩爾瓦多·阿爾瓦倫加
荷西·薩爾瓦多·阿爾瓦倫加·阿亞拉（西班牙語：José Salvador Alvarenga Ayala，西班牙語：[xoˈse salβaˈðoɾ alβaˈɾeŋɡa]；约1975年—），薩爾瓦多漁夫與作家，其最知名的事跡為自2012年11月17日開始在一艘漁船上漂流，期間只靠吃生魚、海龜、小鳥、鯊魚和喝雨水存活，直到2014年1月30日棄船游到馬紹爾群島埃邦環礁蒂勒島（Tile Islet）的岸邊，時間長達438天。兩位當地居民——埃米·利博克梅托（Emi Libokmeto）和拉塞爾·萊基德里克（Russel Laikidrik）發現他時，其全身赤裸、手中握有小刀，且說著他們聽不懂的語言。阿爾瓦倫加隨後轉送到馬朱羅的一家醫院接受治療，並於11天後返回薩爾瓦多。
儘管受到諸多質疑，阿爾瓦倫加的事跡仍獲世界各地的媒體爭相報導。若其經歷屬實，他將是有史以來第一位乘小船在海上失蹤一年多後仍能生還的人。

## 早年與個人生活
阿爾瓦倫加出生於薩爾瓦多圣弗朗西斯科梅嫩德斯縣的加里塔帕爾梅拉（Garita Palmera），是荷西·里卡多·奧雷利亞納（José Ricardo Orellana）和瑪莉亞·茱莉亞·阿爾瓦倫加（María Julia Alvarenga）的兒子，前者在當地經營著一家麵粉廠和商店。阿爾瓦倫多膝下有一女兒法蒂瑪（Fatima），由其祖父母撫育長大，並有幾個住在美國的兄弟。他在2002年離開薩爾瓦多前往墨西哥，當了近四年的漁民。

## 漂流
2012年11月17日，阿爾瓦倫加從墨西哥恰帕斯州皮希希亞潘附近的小漁村蔚藍海岸（Costa Azul）出海。作為一位老成練達的水手與漁夫，他意圖進行30小時的深海捕撈，打算收獲鯊魚、旗魚和馬林魚。其長期捕魚夥伴當天無法同行，取而代之的是缺乏捕撈經驗的23歲青年艾日奎利·科爾多瓦（Ezequiel Córdoba）。兩人之前並不認識彼此，阿爾瓦倫加也從未聽過對方的名字。
他們的船是一艘的7米長的無頂玻璃钢小艇，配有單舷外电动机和一用作儲放魚獲的冷藏箱。出海後不久，一場持續約五天的暴風雨將船隻吹離航線，其上的电动机和大部分便攜式電子設備都因此受損。為了讓船能在風雨交加的情況下順利航行，兩人被迫把近500公斤的鮮魚傾回海中。阿爾瓦倫加趕在雙向無線電的電量耗盡前成功與上司通話並請求救援。然而在沒有帆、漿、錨、航行燈，以及無其他與陸上取得連繫的方式下，小艇只能在公海上隨波逐流。船上的食物和基本補給本來就不多，但漁具由於暴風雨的關係，不是損壞，就是丟失，阿爾瓦倫加和科爾多瓦也因此無法以捕魚方式求生。他們雇主組織的搜尋行動隨後因大霧和惡劣天氣的關係，僅持續兩天便告失敗，期間毫無線索可言。隨著時間一分一秒的過去，失蹤的兩人為了覓食，不惜一切代價搜刮任何從海中找到的資源；阿爾瓦倫加曾多次徒手成功捕捉到魚、海龜、水母和海鳥，有時還會與科爾多瓦一起打撈漂流在海上的餕餘和垃圾，同時盡可能地收集雨水以作飲用，但更頻繁的是喝龜血，甚至自己的尿液。
根據阿爾瓦倫加的說法，科爾多瓦在航行大約四個月後因吃生肉患上重病，進而失去活下去的希望後拒絕進食，最終餓死。科氏死後的四天內，他曾考慮過要否輕生 ，但很快便因自身基督教信仰的關係而放棄，並靠著重見父母，以及回到岸上後吃自己最喜歡的食物這兩個念頭堅持下去。科爾多瓦生前曾要求阿爾瓦倫加不要吃他的屍體，前者因此把其屍身留在船上，有時候還會和他說話。六天後，阿爾瓦倫加由於生怕自己瘋掉，不得已下唯有把科爾多瓦棄屍海中。
阿爾瓦倫加報稱曾在漂流過程中看到多艘越洋貨櫃船，但都求助無門，且期間通過月相來記錄時間。在數完第15個月相週期後，他發現陸地：一座荒涼的小島，後來被證實是馬紹爾群島埃邦環礁東側的蒂勒島（Tile Islet）。2014年1月30日，薩爾瓦多人棄船遊到島礁的岸邊，並偶然發現一座由當地一對夫婦擁有的海濱別墅。阿爾瓦倫加的航程歷時438天，根據不同的計算方法，其航行距離大概為8,900至10,800（4,800至5,800海里）。部分媒體最初將他統計的15個月球週期誤報成16個月，後來才逐漸修正。時任馬紹爾群島代理外交部長兼協定執行辦公室主任葉繼良（Gee Leong Bing）稱阿爾瓦倫多的生命體徵除了血壓異常低下外，其他「一切安好」，但仍因腳踝浮肿而難以步行。到了2月6日，他的健康狀況在過去24小時內每況愈下，必須接受靜脈注射以治療脫水。

### 反應

#### 家庭
阿爾瓦倫加的父母在其失蹤前雙方已失聯近八年，因此兩人知曉他還活著時幾乎樂不可支。阿爾瓦倫加的父母皆表示一直希望兒子能平安歸家；女兒法蒂瑪稱當父親回家時會第一時間好好地擁抱他、親吻他；其住在美國馬里蘭州的姐夫豪爾赫·博尼利亞（Jorge Bonilla）則稱自己既高興，又感到難以置信。

#### 外界質疑與支持
縱使調查人員證實部分細節非虛，但僅靠著小艇在海上生存如此之久仍是一件不可思議的事，這也導致許多人對阿爾瓦倫加的奇事深感懷疑。他的上司兼船主塞薩·卡斯提歐（César Castillo）表示：「（阿爾瓦倫加）能存活這麼久，且在船上活到六、七個月仍不得壞血病，實在是難以置信」。但杜克大學醫學、肺科、過敏科與危重症醫學榮譽退休教授克勞德·皮安塔多西（Claude Piantadosi）稱阿爾瓦倫加大量生食的新鮮鳥或海龜肉富含維他命C，從而防止他患上壞血病。《衛報》從恰帕斯州救援服務官員海梅·馬羅金（Jaime Marroquín）口中得知，當局於2012年11月17日獲悉一艘漁船在其該州領海範圍內失蹤。官方報告上顯示下落不明的兩人皆為30代，分別名叫西里洛·瓦爾加斯（Cirilo Vargas）和艾日奎利·科爾多瓦，而根據船主的說法，前者出生於薩爾瓦多。對於2012年報告中記錄的漁民名字與阿爾瓦倫加姓名不一致的問題，CBS新聞指出墨西哥經常出現這類錯誤。其父母則透過美聯社證實他們的兒子在墨西哥被稱作「西里洛」。
時任美國駐馬紹爾群島大使湯姆·安布魯斯特（Tom Armbruster）坦言阿爾瓦倫加能在海上漂流13個月一事聽起來令人難以相信，但也表示：「很難想像一個人怎麼會突然出現在埃邦環礁，這小哥顯然在海上經歷過長久的磨難」。在其送醫後至病房慰問的美國駐馬紹爾群島大使館副館長諾曼·巴思（Norman Barth）也認為他說的是真話。新南威爾士大學氣候變遷研究中心的海洋學家兼ARC DECRA研究員埃里克·范塞比勒（Erik van Sebille）則稱北赤道洋流完全有能力將船從墨西哥帶到馬紹爾群島，並估算這航程需時約18個月，但13個月仍是可行的。夏威夷大學的研究員根據風向和海流條件模擬出小艇從墨國西岸出航的所有路徑，得出該船最後會在埃邦環礁104海里範圍內登陸，進一步佐證了范塞比勒的說法。2014年4月，阿爾瓦倫加的律師在記者會上述說其代理人被問及自身漂流經歷時曾通過測謊檢測。

## 獲救後的生活
住院11天後的2014年2月11日，阿爾瓦倫加的健康狀況被醫生團隊認為已恢復，當日獲准返程往薩爾瓦多。然而回國後他一度被診斷患有貧血，也持續受到失眠和懼水症的困擾。隔年阿爾瓦倫加接受調查記者喬納森·富蘭克林的一系列採訪，富蘭克林在2016年將他的經歷寫成《438天：在死寂與鯊群的陰影下》（438 Days: An Extraordinary True Story of Survival at Sea）。儘管恢復健康後已馬上回到墨西哥，向科爾多瓦的母親自白，但在《438天》發行後不久，科爾多瓦的家人仍起訴阿爾瓦倫加並索賠100萬美金，指控後者為求生存吃掉他們的親戚。阿爾瓦倫加透過律師否認這項指控，並重申自己信守了科爾多瓦生前的「不吃他」請求。

## 延伸閱讀
- Franklin, Jonathan. 438 Days: An Extraordinary True Story of Survival at Sea, New York, 2016.